# Dona nua de Nínive

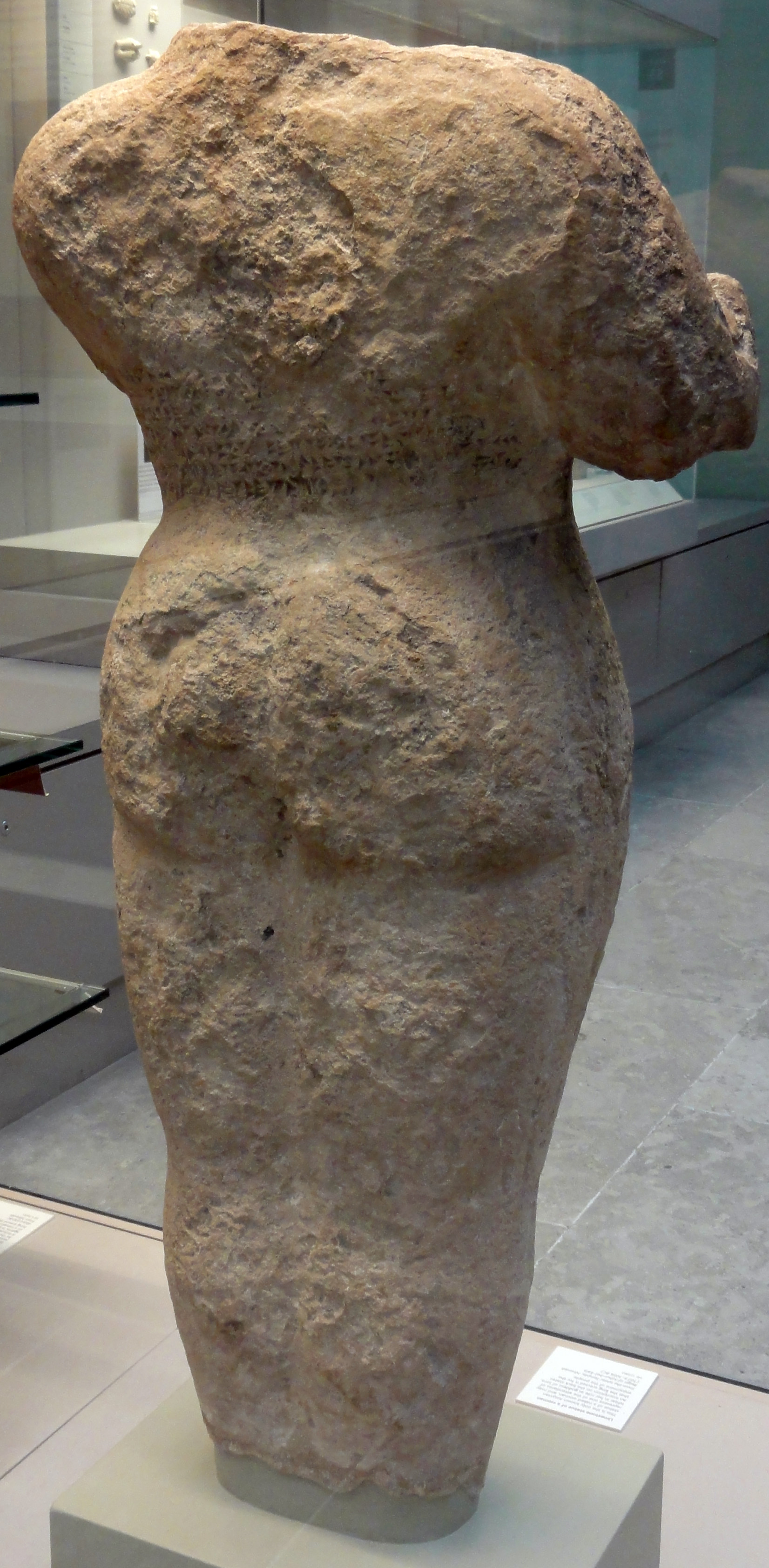
L'estàtua per darrere

La Dona nua de Nínive és una estàtua de pedra calcària, originàriament policromada, trobada al 1853 per l'arqueòleg Hormuz Rassam a Nínive, una de les antigues capitals d'Assíria (actual Kurdistan iraquià). La peça no és pas completa: li manquen el cap, els braços i els peus, i el cos conservat està un poc danyat (sobretot l'esquena). Alguns detalls, com ara el pèl púbic acuradament cisellat, encara són visibles. Una poc menys gran de la grandària natural, el tors fa 97 cm d'alçada i l'amplada va de 46 cm (a les espatles) a 25 cm (per sobre del genoll). A hores d'ara encara es troba en la col·lecció del Museu Britànic (en l'inventari, BM 124963). La seua singularitat rau en el fet que és l'única estàtua assíria coneguda d'una dona nua.(1)
L'estàtua fou trobada a prop de les ruïnes del Temple d'Ixtar, en la mateixa rasa on es va trobar un altre important monument assiri, l'anomenat Obelisc trencat. És molt probable que l'estàtua represente Ixtar en el seu paper de dea de l'amor i segurament seria en el temple dedicat a ella.
A la part posterior de l'estàtua hi ha una breu inscripció cuneïforme que indica que fou feta durant el regnat del rei assiri Aixurbelkala (1073-1056 abans de la nostra era). El text també esmenta que aquest rei feu erigir aquestes estàtues en províncies, ciutats i guarnicions ina mu-ḫi ṣi-a-ḫi - "per a despertar entusiasme" o "per plaer". La paraula ṣâḫu ací emprada també pot significar "el que atrau / sedueix"; per això, segons una altra interpretació, el rei posaria aquestes estàtues "per a atraure / seduir". Segons Julia Assante, se suposava que aquestes estàtues estimulaven sexualment els soldats, i els apujaven la moral i la voluntat de lluitar.
La inscripció acaba amb una advertència per als qui intenten eliminar el nom del rei de l'estàtua:
"Quant al que lleve la meua inscripció i el meu nom, els déus Sebitti l'afligiran amb un mossegada de serp".